# Benjamín de Arriba y Castro
Benjamín de Arriba y Castro (Penamaior, Galícia, 1886 - Barcelona, 1973) fou bisbe de Mondoñedo (1935-1944), bisbe d'Oviedo (1944-1949), arquebisbe de Tarragona (1949-1970) i cardenal.
Els seus pares es deien Antonio i Pilar. Va estudiar als seminaris de Madrid, Roma i Toledo. Ordenat sacerdot el 1912, va exercir de professor a Madrid fins al 1921, quan va entrar a formar part del cos eclesiàstic del bisbat de Madrid-Alcalá i en fou nomenat vicari general el 1932.
El 1935 fou nomenat bisbe de Mondoñedo pel papa Pius XI, després fou arquebisbe d'Oviedo i finalment arquebisbe de Tarragona, a partir del 1949. En aquestes dues últimes destinacions va succeir en el càrrec Manuel Arce Ochotorena, el seu mentor pròxim al règim franquista.
El 1953 fou proclamat cardenal del títol de Ss. Vitale, Valeria, Gervasio e Protasio pel papa Pius XII. Va formar part del conclave de 1958 que va escollir el papa Joan XXIII i del de 1963 que elegí el papa papa Pau VI. Va participar en el Concili Vaticà II de 1962 a 1965.
Ja vell, va dimitir com a arquebisbe de Tarragona el 1970. Va morir a Barcelona a l'edat de 86 anys i està enterrat a Tarragona.